# Umaňský rajón
Umaňský rajón (ukrajinsky Уманський район) je rajón v Čerkaské oblasti na Ukrajině. Hlavním městem je Umaň a rajón má přibližně 258 tisíc obyvatel.

## Sídla v rajónu
| Města: - Chrystynivka - Monastyryšče - Umaň - Žaškiv | Sídla městského typu: - Babanka - Buky - Cybuliv - Maňkivka - Verchňačka |